# 谷汲口站
谷汲口站（日语：／ Tanigumi-guchi eki */?）是位於岐阜縣揖斐郡揖斐川町谷汲長瀨，樽見鐵道的樽見線車站。車站編號為「TR12」。

## 歷史
- 1956年（昭和31年）3月20日 - 國鐵樽見線 大垣站至此站之間開通，此站啟用[1]。
- 1958年（昭和33年）4月29日 - 樽見線 此站至美濃神海（現時：神海）之間開通。
- 1984年（昭和59年）10月6日 - 樽見線轉讓至樽見鐵道，成為樽見鐵道車站。

## 車站構造
車站是一座地面車站，設有1面1線的單式月台。車站北邊設有舊月台，南邊設有新月台，所有停車均停靠後者月台。另外，此站的舊月台與美江寺站同樣，均曾經為1面2線的島式月台。另外，站內保存了OHaFu502（舊 國鐵OHaFu33形）。
此站是無人車站，但是在櫻花盛開時期，此站臨時會有職員當值。在該時期，持有普通車票的乘客可於此站中途下車。

## 利用狀況
| 年度               | 1日平均 乘車人次 |
| ------------------ | ---------------- |
| 2011年（平成23年） | 17               |
| 2012年（平成24年） | 21               |
| 2013年（平成25年） | 18               |
| 2014年（平成26年） | 14               |
| 2015年（平成27年） | 13               |
| 2016年（平成28年） | 12               |

## 車站周邊
- 谷汲溫泉（即日來回的設施）
- 谷汲山華嚴寺（日语：華厳寺）

## 巴士路線
站前設有前往谷汲山華嚴寺的巴士路線（由揖斐川町親睦巴士(由揖斐的士營運）行走，只於星期六及日服務）。
另外，平日也有揖斐川町花桃巴士（由揖斐的士營運），如需乘搭需要事前預約。

## 相鄰車站
樽見鐵道
樽見線
普通
木知原（TR11）－谷汲口（TR12）－神海（TR13）
上行尾班列車
通過

## 註腳
1. ↑  曾根悟（監修）. 朝日新聞出版分冊百科編集部（編集） , 编. . 週刊朝日百科. 26号 長良川鉄道・明知鉄道・樽見鉄道・三岐鉄道・伊勢鉄道. 朝日新聞出版. 2011-09-18 （日语）.